# An Ninh, Côn Minh
An Ninh (giản thể: 安宁; phồn thể: 安寧; bính âm: Ānníng) là một thành phố cấp huyện, thuộc Côn Minh, tỉnh Vân Nam, Cộng hòa Nhân dân Trung Hoa. An Ninh có diện tích 1321 km² và dân số khoảng 270.000 người.
Năm 1995, An Ninh đã được nâng cấp từ một huyện lên một huyện cấp thị.